# Liste der Biografien/Neuk
Liste der Biografien |
Portal Biografien |
Personensuche
# |
A |
B |
C |
D |
E |
F |
G |
H |
I |
J |
K |
L |
M |
N |
O |
P |
Q |
R |
S |
T |
U |
V |
W |
X |
Y |
Z |
?
 
Na |
Nb |
Nc |
Nd |
Ne |
Nf |
Ng |
Nh |
Ni |
Nj |
Nk |
Nl |
Nm |
Nn |
No |
Nr |
Ns |
Nt |
Nu |
Nv |
Nw |
Nx |
Ny |
Nz
 
Nea |
Neb |
Nec |
Ned |
Nee |
Nef |
Neg |
Neh |
Nei |
Nej |
Nek |
Nel |
Nem |
Nen |
Neo |
Nep |
Ner |
Nes |
Net |
Neu |
Nev |
New |
Nex |
Ney |
Nez
 
Neub |
Neuc |
Neud |
Neue |
Neuf |
Neug |
Neuh |
Neui |
Neuj |
Neuk |
Neul |
Neum |
Neun |
Neup |
Neur |
Neus |
Neut |
Neuv |
Neuw |
Neuy |
Neuz
Die Liste der Biografien führt alle Personen auf, die in der deutschsprachigen Wikipedia einen Artikel haben. Dieses ist eine Teilliste mit 43 Einträgen von Personen, deren Namen mit den Buchstaben „Neuk“ beginnt.

## Neuk

### Neuka
- Neukam, Friedrich W. (* 1949), deutscher Facharzt für Mund-, Kiefer- und Gesichtschirurgie
- Neukam, Gottfried (1892–1959), deutscher Maler, Grafiker und Zeichner
- Neukamm, Guido (* 1963), deutscher Comiczeichner
- Neukamm, Karl Heinz (1929–2018), deutscher evangelischer Pfarrer und langjähriger Präsident des Diakonischen Werks
- Neukamp, Ernst (1852–1919), deutscher Reichsgerichtsrat
- Neukauf, Karl (* 1982), deutscher Musiker und Liederschreiber
- Neukäufler, Ferdinand (1785–1860), deutscher Opernsänger (Tenor, Bariton), Theaterschauspieler und Chordirektor

### Neuke
- Neuke, Angela (1943–1997), deutsche Fotografin und Hochschullehrerin

### Neuki
- Neukirch, Albert (1884–1963), deutscher Historiker und Museumsdirektor
- Neukirch, Benjamin (1665–1729), Dichter
- Neukirch, Constantin von (1596–1657), Offizier der Liga im Dreißigjährigen Krieg, Amtmann von Kempen
- Neukirch, Dagmar (* 1972), deutsche Politikerin (SPD), MdLDagmar Neukirch (* 1972)

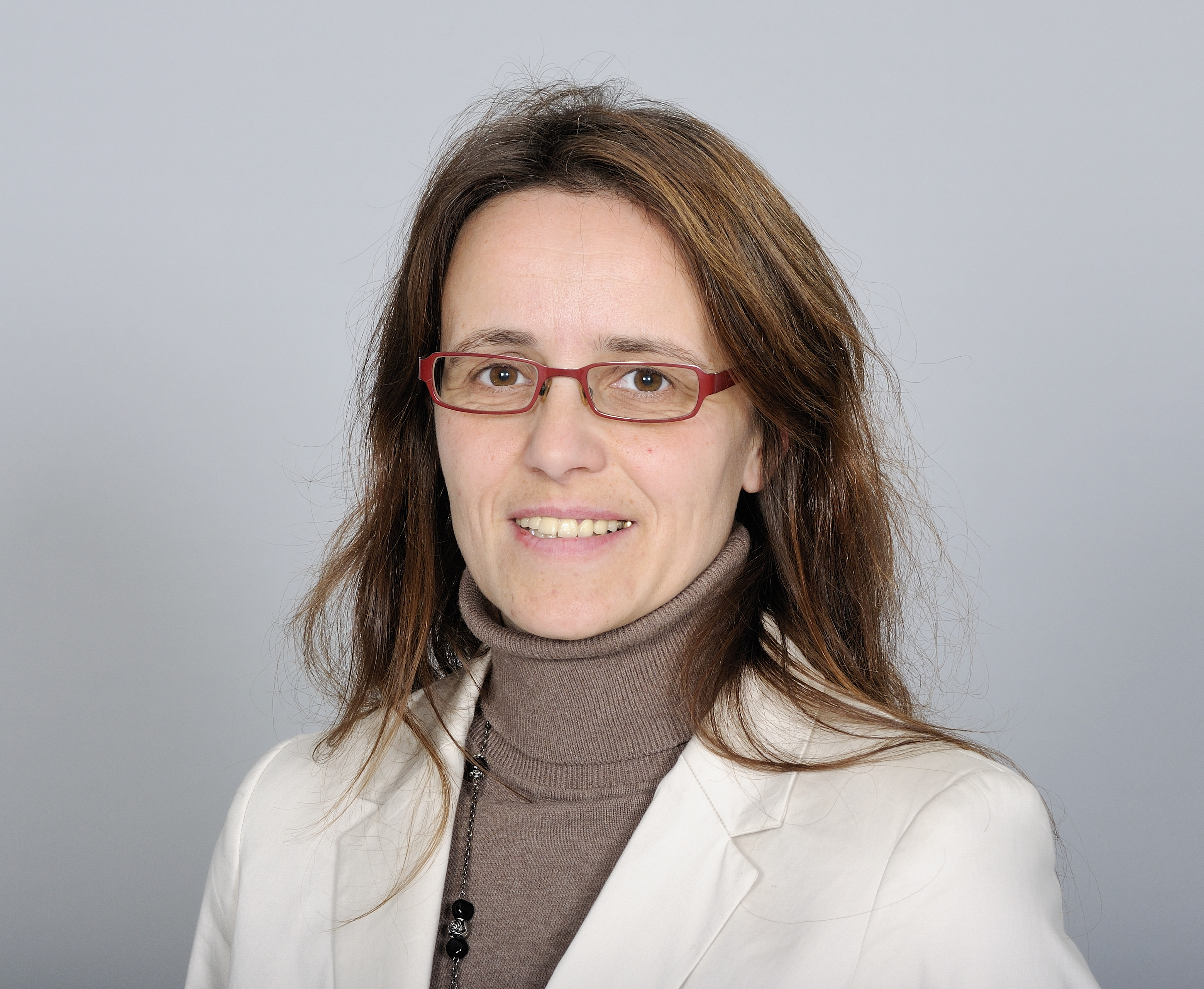
Dagmar Neukirch (* 1972)

- Neukirch, Harald (1928–2011), deutscher Opernsänger
- Neukirch, Heinrich (1895–1936), deutscher Bauingenieur und Hochschullehrer in Graz
- Neukirch, Josef (1895–1953), österreichischer Maler und Beamter
- Neukirch, Jürgen (1937–1997), deutscher Mathematiker
- Neukirch, Karl (1864–1941), deutscher Turner
- Neukirch, Karl-Heinz (* 1961), deutscher Fußballspieler
- Neukirch, Matthias (* 1963), deutscher Schauspieler
- Neukirch, Melchior († 1597), deutscher Prediger und Autor
- Neukirch, Wolfgang Neukirch (1815–1877), Politiker Freie Stadt Frankfurt
- Neukirchen, Dorothea (* 1941), deutsche Schauspielerin, Filmemacherin und Autorin
- Neukirchen, Heinz (1915–1986), deutscher Marineoffizier und Vizeadmiral
- Neukirchen, Karl-Josef (1942–2020), deutscher Manager
- Neukirchen, Thomas (* 1961), deutscher Germanist und Literaturwissenschaftler
- Neukirchner, Erik (* 1972), deutscher Bildhauer
- Neukirchner, Günther (* 1971), österreichischer Fußballspieler
- Neukirchner, Lothar (* 1959), deutscher Motorradrennfahrer
- Neukirchner, Max (* 1983), deutscher MotorradrennfahrerMax Neukirchner (* 1983)

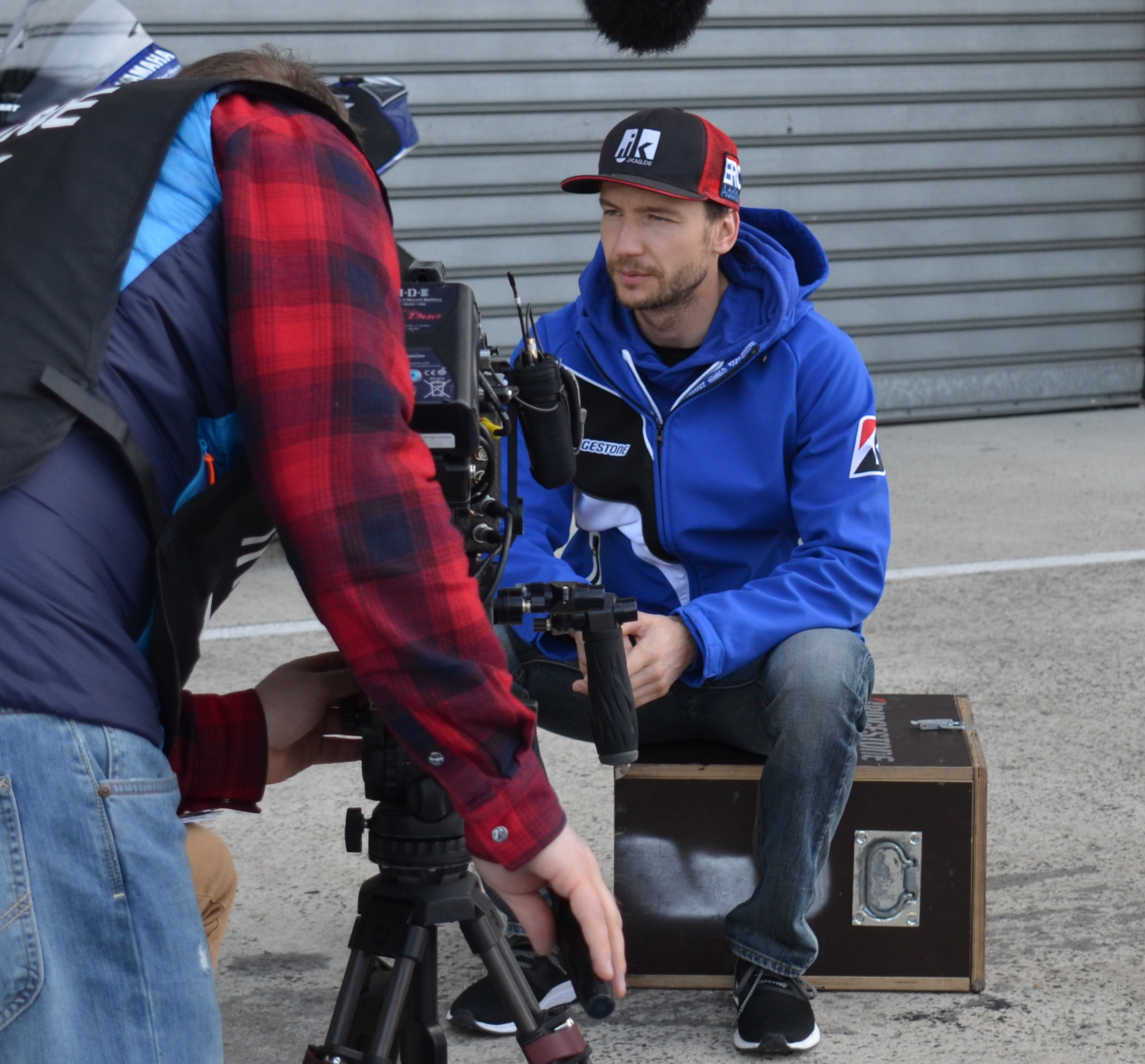
Max Neukirchner (* 1983)

### Neuko
- Neukom, Johannes (1921–2008), Schweizer Agrikulturchemiker und Hochschullehrer
- Neukom, Martin (* 1986), Schweizer Ingenieur und Politiker (GPS)
- Neukomm, Alexius (1570–1627), deutscher lutherischer Geistlicher
- Neukomm, Alfred (* 1945), Schweizer Politiker
- Neukomm, Emil Alfred (1906–1948), Schweizer Gebrauchsgrafiker
- Neukomm, Ernst (1935–2025), Schweizer Politiker (SP)
- Neukomm, Peter (* 1962), Schweizer Politiker (SP)
- Neukomm, Robert (* 1948), Schweizer Politiker (SP)
- Neukomm, Sigismund von (1778–1858), österreichischer Komponist, Pianist und Diplomat

### Neukr
- Neukrantz, Heinz (1917–2004), deutscher FDGB- und SED-Funktionär, MdV
- Neukrantz, Klaus (* 1897), deutscher Schriftsteller und Journalist
- Neukranz, Gerhard (1924–1969), deutscher Politiker (SED), FDJ-Funktionär

### Neuku
- Neukum, Gerhard (1944–2014), deutscher Planetenforscher
- Neukum, Otto (1929–2014), deutscher Politiker (CSU), Landrat und Senator